# جان كلود كارون
جان كلود كارون (بالفرنسية: Jean-Claude Caron )‏
```
(و. 
1944
 – 
م
)
[
3
]
 هو 
ممثل
، من 
فرنسا
.
```

## وصلات خارجية
- جان كلود كارون على موقع IMDb (الإنجليزية)
- جان كلود كارون على موقع ألو سيني (الفرنسية)
- جان كلود كارون على موقع قاعدة بيانات الفيلم (الإنجليزية)
- جان كلود كارون على موقع كينوبويسك (الروسية)